# Edward Russell (1805-1887)
Pour les articles homonymes, voir Russell.
Edward Russell (24 avril 1805 – 21 mai 1887) est un officier de la marine britannique et un homme politique Whig.

## Famille
Il est le fils de John Russell (6e duc de Bedford) et de sa seconde épouse, Georgina Gordon et le frère cadet du futur Premier Ministre John Russell.

## Carrière
Russell gagne le grade d'aspirant de marine en 1819 dans le service de la Royal Navy. Il obtient le grade de lieutenant en 1826. Il combat dans la bataille de Navarin en 1827, la victoire sur les Turcs. Il acquiert le rang de commandant en 1828 et celui de capitaine en 1833.
Il est élu à l'unanimité député de Tavistock aux élections générales britanniques de 1841, mais ne se représente pas en 1847. Il occupe le poste d'aide de camp pour la Marine de la Reine Victoria, entre 1846 et 1850. Il est investi en tant que Compagnon de l'Ordre du Bain en 1855. Il obtient le grade de contre-amiral en 1856 et celui de vice-amiral en 1863. Il est amiral en 1867.
Il meurt en 1887, à l'âge de 82 ans, et est enterré dans le cimetière de Brompton, à Londres.

## Vie personnelle
Il épousa Mary Ann Taylor, le 8 février 1860. Ils n'ont pas d'enfants.